# 1908年司法體系法令
《1908年司法體系法令》是新西蘭國會的一項法令，旨在訂定上訴法院制度。該法令於1908年8月4日獲御准。
自2017年3月1日起，作為司法體系現代化方案的一部分，該法令多數條文由《2016年高級法院法令》和其他法令廢除。2018年1月1日，當新法令的其餘條文生效時，整部法令被廢除。

## 外部連結
- 該法令的文本 （页面存档备份，存于）